# Cardenius vittatus
Cardenius vittatus är en insektsart som först beskrevs av Bolívar, I. 1889.  Cardenius vittatus ingår i släktet Cardenius och familjen gräshoppor. Inga underarter finns listade i Catalogue of Life.